# Seua jone phan seua
Pour plus de détails, voir Fiche technique et Distribution.
Seua jone phan seua (thaï: เสือ โจรพันธุ์เสือ), connu aussi sous son titre anglais Crime Kings, est un film thaïlandais sorti en 1998 et réalisé par Tanit Jitnukul

## Synopsis
En 1946, juste après la Seconde Guerre mondiale et l'occupation japonaise, les bandits font la loi dans les campagnes du Siam. Le célèbre Tigre Bai est devenu le roi des bandits de la région de Lopburi et le capitaine Ying, chef de la police, a reçu l'ordre de l'appréhender mort ou vif.

## Fiche technique
- Titre : Seua jone phan seua
- Titre original : เสือ โจรพันธุ์เสือ (Seua jone phan seua)
- Titre anglais : Crime Kings
- Réalisation : Tanit Jitnukul
- Scénario : Tanit Jitnukul d'après le roman de Por Intharapalit
- Musique : Jumras Sevataporn
- Photographie : Wichien Reungwichayakul
- Montage : Mahasak Tassanapayak
- Production : Charoen Iamphungporn
- Société de production : Five Star Production
- Société de distribution : Five Star Production (en)[1]
- Durée : 124 minutes
- Dates de sortie :
  -  Thaïlande : 20 mai 1998

## Distribution
- Amphol Lumpoon : Le légendaire Tigre Bai (เสือ ใบ / Seua Bai)
- Dom Hetrakul: Le capitaine de police Ying (ผู้กองยอดยิ่ง สุวรรณคีรี)
- Supakorn Kitsuwon : Tigre Yod (เสือยอด สิงห์ปืนคู่ / Seua Yod ...)
- Art Supawatt Purdy : Tigre Phao (เสือเภา / Seua Phao)
- Yodrak Salakjai : Le docteur หมอเกียรติ
- Krisda Arunvongse na Ayudhya (en) : พระยาบริรักษ์ประชาราษฎร์
- Cris Horwang : La jeune et jolie "souris" (หนู ติ๋ว / Nou ...)
- Khaosai Galaxy : Tigre Mouai (เสือ ม้วย / Seua Mouai)
- Nonzee Nimibutr : Tigre Ouille (เสือ อุ๋ย / Seua Ouille)

## Production
Ce film est l'adaptation d'un roman de Por Intharapalit qui s'est inspiré de la vie de Seua Bai